# 穂高 (企業)
穂高株式会社（ほだか）は日本のクリーニング事業を主とする会社で、「ポニークリーニング」を展開する。 全国クリーニング協議会に加入している。

## 沿革
- 1949年8月-創業[3]。
- 1951年8月-穂高株式会社を設立[3]。
- 1966年4月-千葉県松戸市にクリーニング部門の事業所を開設[3]。
- 1974年12月-本社ビルを新築[3]。クリーニング部門の事業所が400ヵ所を突破[3]。
- 1992年3月-メルシーヌ・ジャパン設立[3]。
- 1993年4月-プヤンヌ社(フランス)と業務提携[3]。
- 2002年8月-ひのきの香り健康ワイシャツの特許取得[3]。

## 関連会社
- 穂高商事株式会社